# سوزان فليتشير (مؤلفة أمريكية)
سوزان فليتشير (بالإنجليزية: Susan Fletcher)‏ (28 مايو 1951)؛ كاتِبة مُتخصِّصة في أدب الأطفال وروائية أمريكية.